# Jiří Polnický
Jiří Polnický (* 16. Dezember 1989 in Mladá Boleslav) ist ein ehemaliger tschechischer Radrennfahrer.

## Werdegang
Seine ersten Erfolge erzielte Jiří Polnický im Cyclocross. 2006 wurde er tschechischer Cyclocrossmeister in der Juniorenklasse. In der Saison 2006/2007 wurde er bei den Weltcup-Rennen in Kalmthout und Hofstade Zweiter bzw. Dritter der Junioren. Bei der Weltmeisterschaft 2007 in Hooglede-Gits gewann er die Bronzemedaille in der Juniorenklasse. 2008 belegte Polnický beim Toi Toi Cup in Mnichovo Hradiště den dritten Platz. 
Ab September 2009 fuhr Polnický für das belgische Continental Team Sunweb-Revor. Zur Saisoneröffnung 2015 gewann er das Rennen Velká Bíteš–Brno–Velká Bíteš. Bis zur Saison 2012/13 startete er regelmäßig im UCI-Cyclocross-Weltcup, seine beste Einzelplatzierung war ein 17. Platz in Tábor im Oktober 2012. Auf der Straße wurde er 2012 bereits Dritter der nationalen Meisterschaften.
Zur Saison 2013 wechselte er zum damaligen UCI Continental Team Whirlpool-Author und wandte sich komplett dem Straßenradsport zu. Nach mehreren Podiumsplatzierungen in der Saison 2015 wurde er 2016 Mitglied im UCI Professional Continental Team Verva ActiveJet Pro Cycling Team. Für das Team erzielte er 2016 bei der CCC Tour-Grody Piastowskie mit dem Gewinn der dritten Etappe den einzigen Erfolg seiner Karriere. 
Nachdem das Team Verva Active Jet zum Ende der Saison 2016 aufgelöst worden war, kehrte Polnický noch einmal zum Elkov-Author Cycling Team zurück. Nach zwei Jahren ohne zählbare Erfolge beendete er 2019 seine sportliche Karriere.

## Erfolge im Cyclocross
2005/2006
- Tschechischer Meister (Junioren)

2006/2007
- Weltmeisterschaft (Junioren)

## Erfolge auf der Straße
2012
- Mannschaftszeitfahren Czech Cycling Tour

2016
- eine Etappe CCC Tour-Grody Piastowskie

2017
- Mannschaftszeitfahren Czech Cycling Tour